# Man In Space Soonest
USAF 1958 Man In Space Soonest е първият подбор в САЩ на кандидати за участие в космически полет.

## История
Първият подбор на хора за космически полети започнал в САЩ през 1957 г. В началото не било много ясно какви качества трябвало да притежават кандидатите. Смятало се, че йогите, както и някои представители на определени видове спорт ще бъдат в състояние да понесат най-добре огромните натоварвания по време на полет. Трудностите идвали от там, че се налагало кандидатите да могат да се справят с управлението на непознат и сложен летателен апарат. Постепенно изискванията еволюирали и учените стигнали съвсем логично до извода, че най-подходящи във всяко едно отношение са бойните пилоти и особено тези от тях, летящи на реактивни изтребители. Така се оформил и проекта Man In Space Soonest (MISS).

## Подбор
На 25 юни 1958 г. 9 тестови пилоти от Националния комитет по аеронавтика (NАСА), ВВС на САЩ (USAF), Норт Американ Авиейшън (North American Aviation, NAA) и Дъглас Еъркрафт (Douglas Aircraft Corporation) били определени като първите хора в света, годни да осъществят орбитален космически полет. Водещи в тази селекция (както и в космическите изследвания изобщо) били американските ВВС. Впрочем това е основната причина за първоначалното изоставане на САЩ от СССР в областта на космическите изследвания. USAF въпреки огромния си бюджет и значителното количество добри учени, очевидно не били в състояние да се справят с тази колосална задача. По тази причина, Националния комитет по аеронавтика – NАСА, бил преобразуван в Национална агенция по аеронавтика и космически изследвания – НАСА (NASA). Новата структура, зад която застанала цялата държава получила пълен монопол върху всички дейности свързани с изучаването на Космоса, включително и организирането и осъществяването на пилотиран от човека космически полет. Така на 1 август 1960 г. проекта Man In Space Soonest бил закрит. Все пак двама от първите избрани за космически полет пилоти осъществили такъв. Джо Уокър извършил през 1963 г. два суборбитални полета в рамките на Програмата X-15, а Нийл Армстронг след като осъществил орбитален полет с Джемини 8, се прославил като първия човек стъпил на Луната на 21 юли 1969 г. с Аполо 11.

## Подбрани пилоти
Пилотите от 1958 USAF Man In Space Soonest group са подредени по реда, както са класирани от специалната комисия за подбор на USAF:
1. Нийл Армстронг
2. Уилям Бриджмън
3. Скот Кросфийлд
4. Айвън Кинкелоу
5. Джон Маккей
6. Робърт Рашуорд
7. Джо Уокър
8. Алвин Уайт
9. Робърт Уайт

Това трябвало да бъдат първите астронавти в света. Историята решава друго, но 2-ма от 9-те първи така или иначе са записали със златни букви имената си в историята на космонавтиката.